# HOT Mobile
HOT Mobile (до мая 2010 года действовавшая под именем Mirs Communications) — оператор сотовой связи в Израиле. Третья компания, получившая лицензию на мобильную связь в Израиле. Работает с использованием технологии iDEN. Особенностью данной компании является предоставление услуг связи типа уоки-токи для производственных целей, стоимость составляет около 5 $ в день без ограничений по времени.

## История
С основания компании в 1994 году и до частичной покупки группой Ampel в 2005 году, компания принадлежала Motorola Communications.
В мае 2010 г. Mirs была продана компанией Motorola группе «Элтис», после чего она была переименована в HOT Mobile, и стала частью израильской компании HOT.
Сегодня компания предоставляет пакеты услуг, включающие обычную голосовую связь, SMS/MMS, а также мобильные интернет-услуги (4G).